# Kalkushk
Kalkushk (en persan : كل كوشك romanisé en Kalkūshk, Kalkūshak et en Kal Kūshk) est un village de la province de Kermanshah en Iran. Lors du recensement de 2006, sa population était de 41 habitants pour 10 familles.